# 一秒の過ち
「一秒の過ち」（いちびょうのあやまち）は、1994年7月25日に発売された高橋克典の4枚目のシングル。

## 概要
- 月光恵亮が共同作曲・和泉常寛と共同プロデュースしたテレビ東京系「浅草橋ヤング洋品店」オープニング・テーマ。

## 収録曲
編曲：和泉常寛
1. 一秒の誤ち
  - 作詞：みかみ麗緒・高橋克典
  - 作曲：高橋克典・月光恵亮
2. ONE WAY
  - 作詞：高橋克典
  - 作曲：Warren Harry
3. 一秒の誤ち（カラオケ）